# Zaccaria Autuori
Zaccaria Autuori (Cava de' Tirreni, 15 de julho de 1889 — São Paulo, 1961) foi um músico, violinista e professor de música ítalo-brasileiro.